# کسی که عاشقشی
«کسی که عاشقشی» تک‌آهنگی از هنرمند اهل ایالات متحده آمریکا جان مایر،به همراه کیتی پری است.